# Третьякова, Татьяна Петровна
Татья́на Петро́вна Третьяко́ва (до 1969 — Поня́ева; 13 декабря 1946, Москва) — советская волейболистка, двукратная олимпийская чемпионка (1968 и 1972), чемпионка мира 1970, обладатель Кубка мира 1973, двукратная чемпионка Европы, 8-кратная чемпионка СССР. Заслуженный мастер спорта СССР (1970).

## Биография
Выступала за команды: 1965—1972 — ЦСКА, 1973—1977 — «Динамо» (Москва). В их составах 7 раз становилась чемпионкой СССР и 5 раз победителем розыгрышей Кубка европейских чемпионов. В составе сборной Москвы дважды побеждала на Спартакиадах народов СССР — в 1967 и 1971 годах (в 1967 также чемпионка СССР).
В национальной сборной СССР выступала в 1968—1974 годах. В её составе неоднократно становилась победителем и призёром крупнейших международных соревнований, в том числе двукратной олимпийской чемпионкой (1968 и 1972), чемпионкой мира 1970, обладателем Кубка мира 1973, двукратной чемпионкой Европы.

## Достижения

### Клубные
- 7-кратная чемпионка СССР — 1965, 1966, 1968, 1969, 1973, 1975, 1977;
  - двукратный серебряный призёр чемпионатов СССР — 1972, 1974;
- 5-кратный победитель розыгрышей Кубка европейских чемпионов — 1966, 1967, 1974, 1975, 1977;
  - трёхкратный серебряный призёр Кубка европейских чемпионов — 1968, 1969, 1973;

### Со сборными
- двукратная олимпийская чемпионка — 1968, 1972;
- чемпионка мира 1970;
  - серебряный призёр чемпионата мира 1974;
- победитель розыгрыша Кубка мира 1973;
- двукратная чемпионка Европы — 1967, 1971;
- бронзовый призёр чемпионата СССР 1976 в составе сборной ДСО «Динамо»[2];
- двукратная чемпионка Спартакиад народов СССР в составе сборной Москвы — 1967, 1971 (в 1967 одновременно и чемпионка СССР).

## Награды и звания
- Заслуженный мастер спорта СССР (1970);
- Орден «Знак Почёта».

## Источник
- Волейбол: Энциклопедия / Сост. В. Л. Свиридов, О. С. Чехов. — Томск: Компания «Янсон», 2001.